# Gomboussougou
Gomboussougou è un dipartimento del Burkina Faso classificato come comune, situato nella provincia di Zoundwéogo, facente parte della Regione del Centro-Sud.
Il dipartimento si compone del capoluogo e di altri 28 villaggi: Boebango, Bougoure, Bourzem, Dassanga, Dindeogo, Dirze, Foungou, Gnetaya, Gnimitenga, Gombo-Bourfou, Goulagon, Goyenga, Kipala de Dassanga, Kipala de Gnetaya, Korguereya, Leoupo, Mediga, Mounibaogo, Nombira, Nomboya, Nongnan, Sare-Peulh, Taya, Tiere, Tinguemnore, Yalga, Yarsipiga e Zourma-Kita.